# 少年を飼う
『少年を飼う』（しょうねんをかう、英語: sweet days with a boy）は、青井ぬゐによる日本のWEB漫画作品。WEBコミックサイト『ゼノン編集部』（コアミックス）内の「コミックぜにょん」レーベルにて、2020年8月21日から2023年8月25日まで連載された。
30歳の独身OL藍と、同じく孤独を抱えた16歳の凪沙の同居生活を描く。
2023年10月より、BSテレビ東京にてテレビドラマが放送された。

## あらすじ
30歳の誕生日の夜、独身のキャリアウーマン・森川藍は、美しい男の子を拾う。彼は、翌日になって姉の再々婚相手の連れ子・遠野凪沙と判明する。連絡が取れた姉は空港におり、夫の海外転勤について行くと告げ、「凪沙はまだ高校2年生で日本にいたほうがいいと思うから、高校卒業まで預って」と言う。藍は姉の主張に反感を覚えつつも、未成年者を放っておけず、凪沙が出ていこうとするのを引き留め、30歳の女性と16歳の少年との暮らしが始まる。

## 登場人物
森川 藍（もりかわ あい）
都内で働くバリキャリOL。
遠野 凪沙（とおの なぎさ）
とびきり綺麗な男の子。16歳。猫のようにマイペース。藍の姉の義理の息子。

## 書誌情報
- 青井ぬゐ 『少年を飼う』 コアミックス 〈ゼノンコミックス〉、全6巻
  1. 2021年2月20日発売[5]、ISBN 978-4-86720-233-3
  2. 2021年8月20日発売[6]、ISBN 978-4-86720-255-5
  3. 2022年2月19日発売[7]、ISBN 978-4-86720-307-1
  4. 2022年8月20日発売[8]、ISBN 978-4-86720-409-2
  5. 2023年3月20日発売[9]、ISBN 978-4-86720-473-3
  6. 2023年10月20日発売[10]、ISBN 978-4-86720-580-8

## テレビドラマ
『猫カレ -少年を飼う-』（ねこカレ しょうねんをかう）のタイトルで、2023年10月8日（7日深夜）から12月24日（23日深夜）まで、BSテレビ東京とファインエンターテイメントの共同制作により、「真夜中ドラマ」枠で放送された。主演は石川恋。
2024年1月10日（9日深夜）から4月3日（2日深夜）まで、テレビ東京で放送された。

### あらすじ（テレビドラマ）
都内で働く独身キャリアウーマン・森川藍は30歳の誕生日の夜、独り飲みから帰宅すると、自宅マンションのベンチに座っている少年を見かける。その少年は遠野凪沙と名乗り、彼は藍の姉の3度目の結婚相手の連れ子であった。夫の海外転勤に伴い、凪沙の世話を頼む姉の身勝手さに藍は腹を立てつつも、16歳の凪沙を放っておけず、藍は彼との共同生活を始める。凪沙の進路を決める時期が訪れると、美術教師・鹿目の勧めで、凪沙は芸術を学べる総合大学への進学を考える。だが通学距離の問題から、藍との同居を解消しなければならないことがわかり、凪沙と藍は、同居を始めた当初とは異なる感情に気づく。

### キャスト

#### 主要人物
森川藍（もりかわ あい）〈30〉
演 - 石川恋
都内で働くバリキャリOL。3度目の結婚をした姉から強引に頼まれ、義理の甥・凪沙と同居することになる。
義理の叔母・甥の関係から異なる気持ちへ変化していることに気づいていく。
遠野凪沙（とおの なぎさ）〈16〉
演 - 齋藤潤 
とびきり綺麗な男の子。猫のようにマイペース。藍の姉の義理の息子。高校2年生。義理の叔母・藍と同居することになる。
華恋とデートしてみて、さらに藍と鹿目の待ち合わせを目にして、自分の中のモヤモヤの正体に気づく（第8話）。

#### 遠野家
遠野結（とおの ゆい）
演 - 飛鳥凛
凪沙の義母。藍の姉。
再々婚相手の和仁が急遽転勤で渡米することになるものの、凪沙は日本に残した方が良いとの考えから藍に高校卒業まで凪沙を預かってほしいと一方的に頼み込む。
夫・和仁とともに一時帰国し、凪沙の進路の話し合いのため藍のマンションを訪れる。和仁のことを「無口だけど無関心というわけじゃない。凪沙くんのこともすごく大事に考えている。学校や外の環境を整えようとしている。でも接し方が不器用」と評する（第10話）。
遠野和仁（とおの かずひと）
演 - 鳥谷宏之
凪沙の父親。一緒に渡米するか日本に残るかを凪沙に選択させる際、絵を描くことが唯一の心の安らぎである凪沙に「絵なんて役に立たないからやめろ」と発言する。
凪沙が高校3年生になった春、一時帰国し義理の妹・藍のマンションを訪れ、正座して進路について凪沙と話し合う。卒業後絵では食べていけないと絵について断固反対を続けるが、凪沙が、絵を描くことが好きなだけではなく真剣によく考えていることが解り、また藍と結の援護射撃もあり、芸術分野を学べる国立大学を受験することを承諾する。「自分にも他人にも役に立つものを1つでも多く身につけなさい」と凪沙を諭す。帰途に着く際途中まで見送った藍に対し「凪沙はずいぶん大人になりました。それはきっとあなたが言葉を尽くしてくれるおかげでしょう。卒業までどうぞ凪沙をよろしくお願いいたします」と丁寧に頭を下げる（第10話）。

#### 周辺人物
鹿目圭斗（かなめ けいと）
演 - 内藤秀一郎（第2話 - ）
藍の高校時代の同級生。凪沙が通う桜泉高校の美術教師。
高校時代に憧れを抱いていて10年以上経過した今でも気持ちは大して変化していないことを、藍に伝える（第8話）。
新島清香（にいじま きよか）
演 - 坂田梨香子
藍の大学時代からの親友。漫画の編集者。
有馬柊平（ありま しゅうへい）
演 - 小野寺晃良（第3話 - ）
凪沙の同級生。美術部。ファッションデザイナーになるのが夢。だが、親からは「どうせ叶わないから無駄」と猛反対されている。
志田こころ（しだ こころ）
演 - 森﨑美月（第3話 - ）
凪沙のクラスメイト。美術部。
鈴村華恋
演 - 武上陽奈（第8話・第10話）
ミステリアスな美少女。聖アリシア高校2年生。秋に行われた桜泉高校の文化祭を訪れ凪沙に一目惚れする。凪沙の学校帰りに待っていて、（凪沙にとっては初対面の段階で）「運命を感じたんです。私とデートしてください」と声をかける。自分から声をかけるだけあって積極的で前向き。
藍と凪沙が入ったカフェで凪沙と偶然に会って2人でテーブルに座りデートに誘うが、凪沙から「ごめん、そういうのはもうできない」と断られる。凪沙の心に入る余地が無いことを確認すると、引き下がることを決める（第10話）。
山田大輝
演 - 佐藤峻輔
藍が勤める会社の後輩。
森川藍が働く企業の社員
染谷秀司（田辺歩）、岡田寛之（吉木遼）、広瀬真美（下田彩夏）、上司・宇佐美耕助（成島敏晴）

#### ゲスト

##### 第1話
取引先の担当者
演 - 木村康雄
広瀬真美が誤ったロゴの完成品を納品してしまったため立腹している取引先の担当者。プロジェクトリーダーである染谷秀司がほかの打ち合わせに出ているため、代わりに藍が取り急ぎ出向き丁重に謝罪する。

##### 第2話
佐藤先生
演 - 中谷水嶺
高校の凪沙の担任。凪沙の保護者となった藍が手続きと挨拶のために会う。

##### 第3話
2年2組の女子生徒
演 - 根岸実花（第7話・第9話）
廊下で友だちに声をかけ、後ろを歩いている美術部のこころと凪沙に気づかずに、「美術の時間って無駄だよね」などと話す。

##### 第7話
「ミステリーの館」案内人
演 - 乾らいむ
凪沙が通う高校の文化祭で、藍と凪沙が偶然入った出し物の案内人。
「風船の廊下」案内人
演 - 酒井麻衣
屋上への案内人
演 - 髙口奈月
男子生徒
演 - 岡島遼太郎
文化祭の後夜祭恒例「桜ベア」投げ担当の生徒。

### スタッフ
- 原作 - 青井ぬゐ『少年を飼う』（ゼノンコミックス / コアミックス）[4]
- 監督・脚本 - 佐伯竜一、的場政行[4]
- 脚本 - 岡庭ななみ、鈴木薫、目黒啓太[4]
- 劇中音楽 - 有田尚史[13]
- 主題歌 - 野田愛実「hands」（avex trax）[26]
- プロデューサー - 瀧川治水（BSテレ東）、庄島智之（ファインエンターテイメント）[4]
- コンテンツプロデューサー - 浅岡彩子（BSテレ東）、髙橋一馬（BSテレ東）、渡辺瑞希（BSテレ東）[4]
- 制作 - BSテレ東、ファインエンターテイメント
- 製作著作 - 『猫カレ -少年を飼う-』製作委員会2023

### 放送日程
| 話数   | 放送日   | サブタイトル                       | 脚本                | 監督     |
| ------ | -------- | ---------------------------------- | ------------------- | -------- |
| 第1話  | 10月08日 | 鉄の女が16歳美少年と暮らす!?       | 岡庭ななみ 佐伯竜一 | 佐伯竜一 |
| 第2話  | 10月15日 | 一緒に帰る君と私のお城             | 岡庭ななみ 佐伯竜一 | 佐伯竜一 |
| 第3話  | 10月22日 | 少年凪沙の教師が、藍の高校同級生!? | 岡庭ななみ 的場政行 | 的場政行 |
| 第4話  | 10月29日 | 凪沙と花火&鹿目とデート            | 岡庭ななみ 的場政行 | 的場政行 |
| 第5話  | 11月05日 | 凪沙が親元に!?今一番近い他人       | 岡庭ななみ 佐伯竜一 | 佐伯竜一 |
| 第6話  | 11月12日 | 一緒に暮らしたい…凪沙の秘めた思い  | 岡庭ななみ 佐伯竜一 | 佐伯竜一 |
| 第7話  | 11月19日 | 17歳の誕生日…願い事は?             | 鈴木薫              | 佐伯竜一 |
| 第8話  | 11月26日 | 恋のライバル!?凪沙に迫る美少女     | 鈴木薫              | 佐伯竜一 |
| 第9話  | 12月03日 | 絶対バレるな…未成年の恋心          | 鈴木薫              | 的場政行 |
| 第10話 | 12月10日 | 誰と付き合うのが幸せ?              | 鈴木薫              | 佐伯竜一 |
| 第11話 | 12月17日 | 凪沙との別れ、そしてプロポーズ!?   | 目黒啓太            | 佐伯竜一 |
| 最終話 | 12月24日 | 少年との別れ。そして4年後…         | 鈴木薫              | 佐伯竜一 |

### ネット配信
| 配信開始月 | 配信サイト     | 配信料金     | 備考          |
| ---------- | -------------- | ------------ | ------------- |
| 2023年10月 | TVer           | 広告付き無料 | 見逃し配信    |
| 2023年10月 | ネットもテレ東 | 広告付き無料 | 見逃し配信    |
| 2023年10月 | Lemino         | 定額制有料   | 1週間先行配信 |

| BSテレ東・テレビ大阪 真夜中ドラマ              | BSテレ東・テレビ大阪 真夜中ドラマ                | BSテレ東・テレビ大阪 真夜中ドラマ               |
| 前番組                                         | 番組名                                           | 次番組                                          |
| ---------------------------------------------- | ------------------------------------------------ | ----------------------------------------------- |
| 湯遊ワンダーランド （2023年7月16日 - 10月1日） | 猫カレ -少年を飼う- （2023年10月8日 - 12月24日） | ドラマ 地球の歩き方 （2024年1月14日 - 3月31日） |